# RAM Records
Pour les articles homonymes, voir RAM.
 (février 2019).
RAM Records est un label indépendant basé à Londres, spécialisé dans la drum and bass. 
Le label de bass music doit sa notoriété aux artistes présents sur le label[réf. souhaitée] qui ont eu du succès dans les charts, notamment Andy C, Sub Focus[source insuffisante], Wilkinson[source insuffisante] et Chase & Status[source insuffisante] qui ont sorti des morceaux sur le label positionnés dans le top 10 aux UK Singles Charts[réf. nécessaire]. En plus de cela, RAM Records est aussi connu pour avoir été l'un des premiers à avoir produit et développé la drum and bass[source insuffisante].

## Histoire
Andrew Clarke (Andy C) fonde le label en 1992 avec l'aide de son ami proche Ant Miles. Le label avait été constitué quand Clarke avait 16 ans avec un budget de 1000 £, le logo a quant à lui été créé par sa sœur[source insuffisante]. 
En 2002, RAM crée son premier sous-label appelé Frequency, puis en 2012 ils commencent un nouveau label, PROGRAM, explorant d'autres domaines de la drum and bass, sortant un peu de la sonorité caractéristique du label principal. 
Ram Records est aussi connu pour les soirées qu'il organise régulièrement avec les artistes présents sur le label en Europe. Les premières d'entre elles ont eu lieu dans le nightclub The End à Londres à partir de 1998, jusqu'à la fermeture du lieu en 2009. Ils ont ensuite enchaîné les soirées dans la boîte londonienne Fabric à partir de juin 2010.
Le label est toujours détenu par Andy C, mais il est maintenant managé par Scott Bourne (Red One).

## Membres
- Andy C[7]
- Ant Miles[7]
- Camo & Krooked
- Calyx & Teebee
- Chase & Status
- Culture Shock
- DC Breaks
- Delta Heavy
- René Lavice
- Shimon[7]
- Sub Focus
- Wilkinson